# Michał Grabarczyk
Michał Grabarczyk (ur. 1947) – polski skrzypek i pedagog.
Absolwent Konserwatorium Moskiewskiego (klasa Dymitra Cyganowa i Zorii Szichmurzajewej). Laureat międzynarodowych konkursów skrzypcowych. Profesor zwyczajny, pedagog na Akademii Muzycznej w Poznaniu i na Akademii Muzycznej w Łodzi. Współpracował jako koncertmistrz i solista m.in. z Orkiestrą Kameralną Filharmonii Narodowej, Orkiestrą Kameralną Wojciecha Rajskiego i Polską Orkiestrą Kameralną Jerzego Maksymiuka. 

## Nagrody
- 1967: Międzynarodowy Konkurs Skrzypcowy im. Henryka Wieniawskiego - VI nagroda
- 1970: Międzynarodowy Konkurs Skrzypcowy im. Niccolò Paganiniego - III nagroda